# Abby Jane Morrell
Pour les articles homonymes, voir Morrell.
Abby Jane Morrell (née Abby Jane Wood le 17 février 1809 et morte à une date inconnue) est une écrivaine américaine. Elle est la première femme à décrire un voyage subantarctique. 

## Biographie
Abby Jane Wood naît à New York en 1809 ; son père, capitaine, meurt lorsqu’elle a deux ans et demi, et sa mère se remarie en 1814.
À l’âge de quinze ans, Abby Jane Wood épouse le capitaine Benjamin Morrell, qui est son cousin, déjà veuf d’un premier mariage. Elle met au monde un premier fils entre 1826 et 1828 alors que son mari est en déplacement. Elle insiste alors pour embarquer avec lui lors de ses voyages ultérieurs, à bord de l’Antarctic entre 1829 et 1831. Elle navigue ainsi entre autres dans le sud de l’océan Pacifique. Un second fils naît juste après leur retour en 1831.
Sa recension de ces voyages, intitulée Narrative of a Voyage to the Ethiopic and South Atlantic Ocean, Indian Ocean, Chinese Sea, North and South Pacific Oceans, in the Years 189, 1830, 1831, paraît en 1833, un an après le Narrative of Four Voyages publié par son mari ; bien que les deux ouvrages aient pu être écrits simultanément et sont basés sur des notes prises lors des mêmes voyages. Il est depuis avéré que ces écrits ont été finalisés par des écrivains fantôme choisi par l’éditeur, nommément Samuel Lorenzo Knapp (en) pour le récit d’Abby Morrell.
La trace d’Abby Jane Morrell se perd après la publication de son récit.

## Accueil et postérité
À l’instar de la production de Benjamin Morrell et d’autres auteurs américains de voyage de cette époque, les narratifs font appel au patriotisme américain et contiennent des réflexions nationalistes et colonialistes. Durant la publicité pour l’ouvrage, l’accent est mis sur son écriture par une femme, ce qui le rendrait ainsi plus appréciable pour les lectrices qu’un récit d’un auteur masculin. De fait, le texte d’Abby Morrell comprend moins de précisions sur la navigation mais s’attache plus à la condition des marins.